# لیسکام غربی
لیسکام غربی (به لاتین: Western Lyskamm) یک کوه در سوئیس است که در کانتون وله واقع شده‌است. لیسکام غربی ۴٬۴۷۹ متر بالاتر از سطح دریا واقع شده‌است.